# کاراکویو (قره‌عیسی‌لی)
کاراکویو (به ترکی استانبولی: Karakuyu) یک منطقهٔ مسکونی در ترکیه است که در کارایسالی واقع شده‌است.